# Mobland
MobLand är en brittisk dramaserie i gangsterstil, skapad av Ronan Bennett för streamingtjänsten Paramount+. Serien hade premiär den 30 mars 2025 och sändes med tio avsnitt till den 1 juni 2025.

## Handling
Serien kretsar kring den irländsk-engelska brottsfamiljen Harrigan, ledd av Conrad Harrigan (Pierce Brosnan) och hans fru Maeve (Helen Mirren) i det moderna London. Harry Da Souza (Tom Hardy) är familjens "fixer" —  problemlösare som balanserar lojalitet och våld när rivaler och hot från andra kriminella familjer skakar deras imperium.

## Produktion och distribution
Serien är ett samarbete mellan skaparen Ronan Bennett och manusförfattaren Jez Butterworth, med regissörer som Guy Ritchie, Anthony Byrne och Lawrence Gough.
MobLand blev Paramount+s största globala seriepremiär hittills med 2,2 miljoner tittare första veckan och totalt över 26 miljoner tittare inom 70 dagar; den blev också deras näst mest sedda originalserie 2025.

## Mottagande
Kritiker var blandade till positiva. Rotten Tomatoes gav serien 75 % med beröm för Tom Hardys insats och seriens stilistiska skildring av gangsterliv. Entertainment Weekly och The Australian prisade berättelsens mörka humor och visuella estetik.
Vissa publiksegment uttryckte kritik, särskilt mot vissa skådespelares accenter och plotens stereotyper, men många hyllade serien som en underhållande och karaktärsdriven modern gangsterberättelse.

## Säsongsöversikt
Serien består av en säsong med tio avsnitt. I juni 2025 blev MobLand bekräftad för en andra säsong, med de flesta centrala skådespelare och kreativa team intakta.

## Rollista
- Tom Hardy – Harry Da Souza
- Pierce Brosnan – Conrad Harrigan
- Helen Mirren – Maeve Harrigan
- Paddy Considine – Kevin Harrigan
- Geoff Bell – Richie Stevenson
- Joanne Froggatt – Jan Da Souza
- Anson Boon – Eddie Harrigan
- Lara Pulver  – Bella Harrigan
- Mandeep Dhillon – Seraphina Harrigan
- Jasmine Jobson – Zosia